# Svend Horn
Pour les articles homonymes, voir Horn.
Svend Horn, né le 11 mars 1906 à Risinge (Danemark) et mort le 9 octobre 1992, est un homme politique danois, membre des Sociaux-démocrates, ancien ministre et ancien député au Parlement (le Folketing).